# Приокский лесопарк

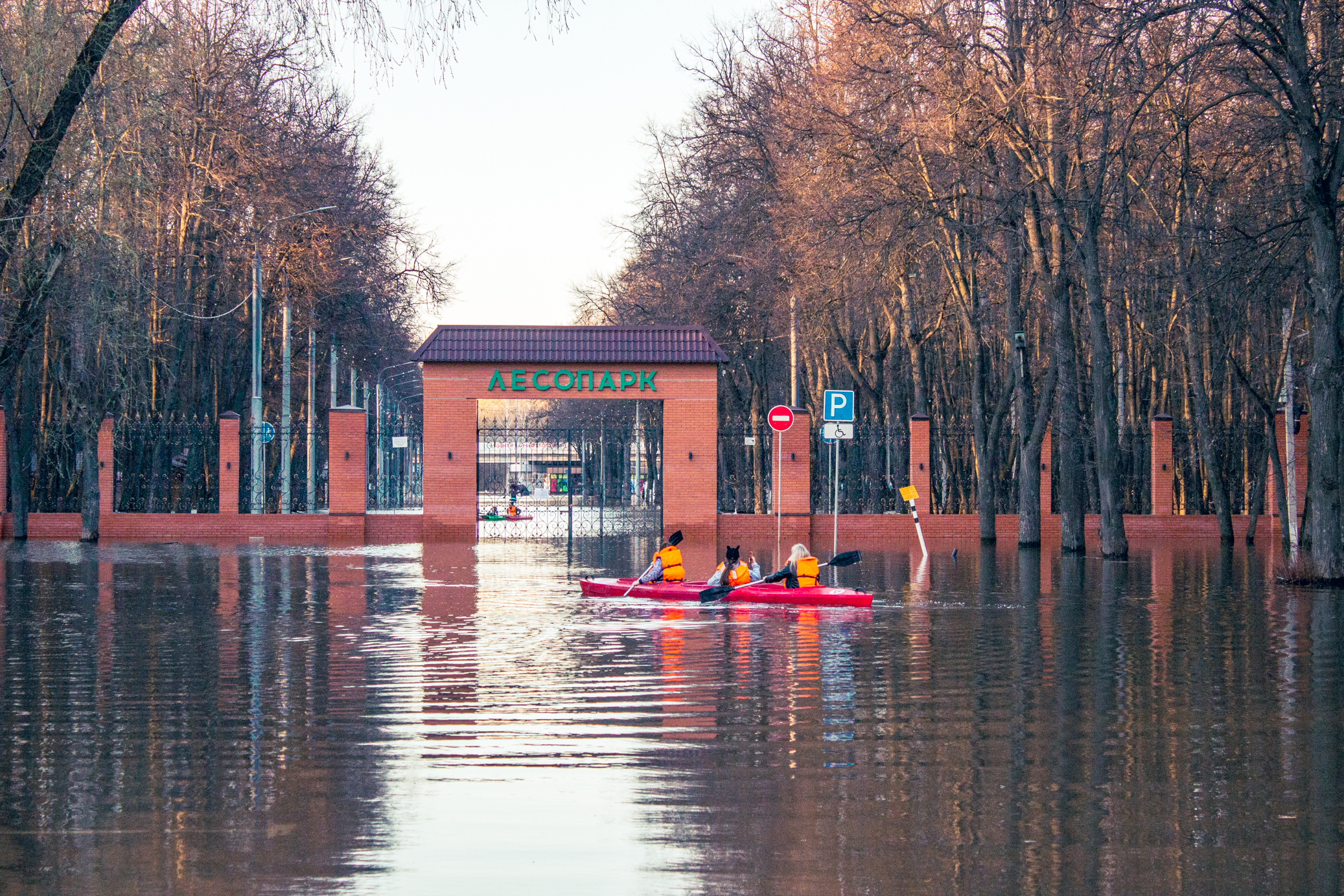
Приокский лесопарк во время разлива

Прио́кский лесопа́рк — городской лес в Советском районе города Рязани, высаженный горожанами в 1955—1960 годы в долине трёх рек — Оки, Трубежа и Дунайчика неподалёку от Рязанского Кремля. Особенностью лесопарка является ежегодный весенний разлив Оки, во время которого парковые рощи затопляются талыми водами, что позволяет посетителям использовать на аллеях речные прогулки.
В средние века через территорию современного парка проходил древний Владимирский тракт, по которому можно было добраться в Солотчинский монастырь, Касимов, Муром и Владимир. На затопляемой речной пойме, по которой проходил тракт располагалась городские пастбища и сенокосы. В 1898 году на левом берегу Оки была построена линия Рязанско-Владимирской узкоколейной железной дороги. Близ стрелки Оки и Трубежа расположились пассажирская и грузовая станции. Для подъезда к ним через Оку был устроен плашкоутный мост, простоявший в этих местах до начала 1970-х годов.
Устройство лесопарка началось в 1955 году одновременно со строительством неподалёку Рязанской выставки. Работы проходили в рамках масштабной реконструкции Рязани. Горожанами были высажены деревья, разбиты аллеи, благоустроены берега Оки и Дунайчика. На Оке появился речной вокзал и прогулочная набережная. Через Окское шоссе, тянувшееся от улицы Свободы к Оке была пущена линия городского троллейбуса. Чуть позже на Ореховом озере и Оке открылись городские пляжи. В 1974 году на улице Есенина был построен высоководный мост, куда был перенаправлен весь трафик с Окского шоссе. В 2014 году через парк прошла эстакада Северной окружной дороги.
В 2017 году начался процесс реконструкции лесопарка. Здесь был построен спортивный центр, велодорожки, места отдыха, предприятия общественного питания и проката спортивного инвентаря. Работы по благоустройству парка продолжаются до сих пор. В 2022 году Приокский лесопарк вошёл в Большой пешеходный маршрут Рязани.

## География
Территория лесопарка расположена в северо-восточной части города. Его границы проходят по руслам рек Оки и Трубежа, Окскому проезду, проезду Речников, а также Солотчинскому шоссе. Неподалёку располагается Рязанский Кремль, Лыбедский бульвар и Торговый городок. Главный вход находится на улице Свободы. Общая площадь парка составляет более 100 гектар.

### Растительность
В парке растут берёзы, липы, рябины, тополя, сирень, дубы, ели ясенелистный клён. Встречаются кусты орешника и шиповника.

## История

### Средние века — городское пастбище
В средние века местность, на которой находится современный лесопарк представляла собой затопляемы пойменный луг. После окончания половодья здесь начинался бурный рост луговых трав. Из-за этой особенности горожане использовали окские пойменные луга в качестве пастбищ. Близ устья Лыбеди в средние века образовалась пригородная Выползова слобода. Своё название слобода получила по факту того, что она как-бы «выползла» из границ средневекового укреплённого города. В городских реках водился осётр, стерлядь, белорыбица, промыслом которой занимались жители этих мест. Постепенно, горожане начали ставить дома прямо на речных берегах. Так Выползова слобода получила название Рыбацкой. Промысел здесь был настолько прибыльным, что слобода стала поставлять рыбу прямиком к царскому столу. На территории Рыбацкой слободы стояла церковь Николая Чудотворца или как её называли горожане, «Николы Мокрого». Своё название она получила из-за весеннего разлива воды, которая по весне затопляла здание храма. Первоначально церковь была деревянной, однако уже к концу XVI века её выстроили в камне. Здание просуществовало до 1786 года, когда эти территории перестроили по новому регулярному плану. Рыбацкую слободу от соседней Горшечной когда-то отделял районный межевой столб.
Владимирский тракт, проходивший в этих местах начинался от Ипатьевской башни Кремля, которая была расположена рядом с современной церковью Святого Духа. Дорога спускалась с холма, проходила через мост на реке Лыбедь и шла параллельно правому берегу Трубежа, к Оке. Здесь, в районе стрелки была паромная, а затем и плашкоутная переправа на левый берег реки. Затем тракт уходил на север княжества. По нему можно было добраться в Солотчинский монастырь, Городец Мещёрский (Касимов), Муром и Владимир. Фактически, эта дорога просуществовала до середины XX века. Остатки её каменной брусчатки до сих пор можно встретить в чащах парка и рядом с местом, где был построен первый плашкоутный мост.
На другом берегу Оки, находится село Шумашь. Эта территория является одним из древнейших выявленных поселений человека на территории области. Археолог В. А. Городцов обнаружил здесь стоянку людей каменного века 12—15 тысячелетия до нашей эры. Село в средние века принадлежало боярскому роду Кобяковых. Сюда из московского плена бежал рязанский князь Иван Иванович. Кобяковы укрыли его в своей вотчине в селе, и оказали поддержку в борьбе за рязанский престол.

### XIX век — транспортно-пересадочный узел

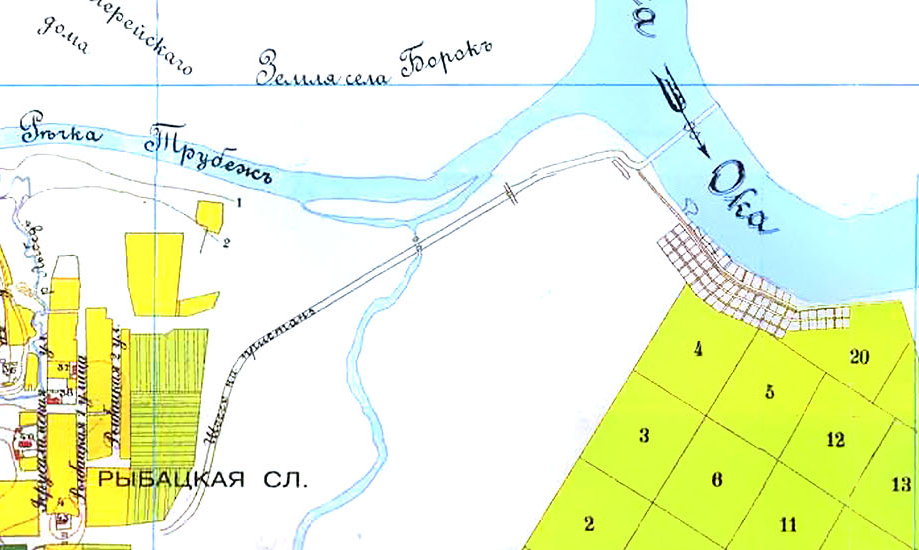
Территория будущего Приокского лесопарка в 1909 году.

В XIX веке пойменные луга всё ещё использовали в качестве пастбищ и для сенокоса. На Трубеже, в районе современной Затинной улицы расположился грузовой речной порт, на Лыбеди — водяная мельница и лесопильные заводы. На месте современной Рязанской выставки был построен городской ипподром. Дальше за ним начинался участок огородов, а ещё дальше — луга.
В XIX веке на стрелке Оки и Трубежа был устроен городской казённый паром. В 1865 году владелец села Шумашь, гвардии полковник Кобяков за свой счёт с разрешения властей построил «живой мост на плотах». Автором проекта был рязанский архитектор А. А. Бантле. Мост представлял собой понтонную разводную переправу на деревянных плотах. Проход и проезд по мосту были платными. Позднее, мост был выкуплен у Кобякова рязанским купцом Сливковым. В 1880 городская управа приняла решение о строительстве бесплатного плашкоутного моста. После его введения в строй Сливков разобрал свой мост и устроил платный паром для спешащих путников, которые не хотели ждать окончания развода моста.
В 1898 году на волне железнодорожного бума в России была построена узкоколейная линия из Рязани во Владимир. В районе стрелки Оки и Трубежа разворачивается строительство транспортно-пересадочного узла. На правом берегу Оки (со стороны города) была устроена станция Ока-Левобережная, а на ответном левом берегу — Ока-Правобережная. Переброска грузов через реку осуществлялась грузовым паромом.
Пассажирская станция Рязань была расположена почти параллельно стрелке Трубежа, на левом берегу Оки. Доступ пассажиров на станцию осуществлялся через плашкоутный мост. Рядом с мостом располагалось мостоуправление. На другой стороне реки, на насыпном возвышении стояла Спасательная станция Рязанского отдела Императорского Российского общества спасения на водах. Чуть дальше, в селе Шумашь на высоком берегу была построена дополнительная станция Рязань, которая использовалась как конечная во время половодья. В народе станцию у реки называли Рязань-Затопляемая, а станцию в Шумаши — Рязань-незатопляемая.
Уже в XIX веке местность вокруг будущего лесопарка превратилась в важный и чрезвычайно загруженный транспортный узел. Фактически, это были северные ворота города. Здесь к Рязани причаливали крупные суда, которые шли по Оке. Здесь-же начиналась гужевая дорога на север области, в Мещеру, а рядом с ней проходила узкоколейная железнодорожная линия. Из окрестных сёл в город шли обозы с товарами на Ильинскую и Хлебную площадь. Зимой начинался «грузовой извоз». По снегу везли дрова для обогрева городских домов, брёвна для строительства, мещёрский промысел — корзины из лозы, бочки, кадки, сани и телеги. Обозы доставляли колотый лёд с рек и озёр для питьевых нужд, погребов и городских холодильников. Баржами по реке шёл камень с касимовских карьеров для городских набережных. По данным полиции 1893 года грузовым извозом только из сел Солотча, Поляны, Дубровичи и Шумошь, занимались 950 крестьян, имевших 2113 лошадей в постоянной работе Возы шли ещё затемно, чтобы успеть к утренним городским ярмаркам. Обратно в мещеру отвозили продукты — муку, крупы, соль, продовольственные и хозяйственные товары, кухонную утварь, мебель. Во все направления по Владимирскому тракту ежегодно перемещалось до 16 миллионов пудов (977 тыс.тонн) грузов и до 80 тысяч рязанских крестьян. После вводы в строй железной дороги грузопоток возрос в несколько раз.
Неудивительно, что уже в XIX века в этих местах начали образовываться первые заторы. Обозы нередко начинали стоять ещё на Владимирской улице (современной Свободы) в ожидании своей очереди на речной переправе. Чтобы решить эту проблему, в рамках разработки 2 генерального плана города от Оки до центра планировалось пустить электрический пассажирский, и параллельно ему, грузовой трамвай. Однако, эти планы так и не были воплощены из-за начавшейся революции. В таком виде территория современного лесопарка дошла до середины XX века.

### XX век — основание лесопарка
Первые проекты по реконструкции речной поймы появились ещё в 1930-е годы. Тогда здесь планировалось заложить детский городской парк. Однако от этой идеи отказались из-за затопляемости территории. Окские пойменные луга от Трубежа до Дядьковского затона в те времена принадлежали пригородному совхозу «Овощевод». Совхоз косил здесь травы для кормовых нужд, высаживал поля с капустой, свёклой и морковью.
Идея закладки современного парка появилась у первого секретаря Рязанского областного комитета КПСС Алексея Ларионова в 1953 году. Тогда уже вовсю шла масштабная реконструкция города, и недавно уже были благоустроены Трубежные набережные в Кремле и Соборный парк неподалёку от него. 23 мая 1954 года на Окском шоссе открылась линия Рязанского троллейбуса, которая доставляла пассажиров к Речному вокзалу и узкоколейной железной дороге. Линия, протянувшаяся от площади Свободы до Речной площади длиной более 3-х километров была построена за 20 дней. Ямы для столбов копали вручную, сами опоры устанавливали с помощью крана. Это были железобетонные широкие в диаметре мачты освещения, на которых затем были установлены лампы и подвешена контактная сеть троллейбуса. Участник этих работ, Виктор Александрович Мосин в 1954 году работавший электромонтёром контактной сети, вспоминает:
В мае 1954 года, сразу же после обильного половодья, началось строительство троллейбусной линии на пристань. Строили хозяйственным способом, все свободные от основной работы в энергохозяйстве участвовали в строительстве. Орудия труда - лом, лопата, кувалда. Вручную копали ямы для опор, вручную забрасывали туда бутовый камень, песок. С помощью подъемного крана, который нанимали, ставилась опора. Опять бросали камень, песок с цементом, заливали водой. Спецчасти и контактный провод подвешивали, используя прошедшие войну полуторки с открытым кузовом. В кузов ставили будку. Подъем кузова осуществлялся вручную при помощи винта. Двое рабочих вращали ручку и поднимали на нужную высоту электромонтеров. Бытовых условий не было никаких, негде было даже помыть руки. Спецчасти собирали и ремонтировали в сарае. Но было большое желание трудиться... Много придумывали и изготавливали сами.
Эти опоры простояли в неизменном виде до 2017 года, когда при реконструкции они были заменены на новые.
К посадке саженцев будущего парка приступили в 1955 году. Работы по устройству были организованы методом общегородской хозяйственной стройки. Каждый район и предприятие города получило свой небольшой участок для строительства или посадки деревьев. Приходили сюда также школьники, студенты и горожане. Горисполком даже объявил соревнование между районами и предприятиями города. В работах по строительству парка и находящейся рядом выставки неоднократно участвовал лично Ларионов. Первые деревья были высажены вдоль набережной Оки. Газета «Сталинское Знамя» писала:
Ежедневно к берегу Орехового озера, что близ Оки, идут люди с лопатами, где они высаживают молодые березки, липы, тополи. Закладывается большой городской сад-парк. Примерно месяц тому назад начались здесь работы. А сколько уже сделано! Высажено свыше 2.000 деревьев. Скоро деревьями и кустарниками будет засажено 15 гектаров — и вступит в строй первая очередь парка. К концу работ площадь под парком достигнет 45 гектаров.
Саженцы деревьев были привезены из Букринского, Рыбновского, Мервинского районов Рязанской области. В парке были высажены берёзы, дубы, тополя, сирень, черёмуха, рябина, ели. В восточной части между посадками было устроено несколько лугов. Внутри посадок были сформированы «тропы здоровья» для пеших прогулок. Работами руководил городской трест зелёных насаждения, который в те времена участвовал практически во всех ландшафтных проектах города.
В 1956 году работы были продолжены «в ознаменование всемирного фестиваля молодежи и студентов в Москве». Была высажена вторая очередь от Рязанской выставки к Речному вокзалу.
В одной части — более возвышенной — будут разбиты цветочные клумбы, сделаны садовые скамеечки. А для любителей посидеть на травке будет специально посеяна трава, под ногами раскинется чудесный зеленый ковер. Ветерок с Оки принесет сюда приятную свежесть. Почва жирна, мягка и влажна. Это — прекрасные условия для роста растений. Здесь каждую весну будут цвести деревья, набирать силу и красоту».
Рядом с плашкоутным мостом появилась площадь, на которой находился Речной вокзал. В 50-е годы дорог с твёрдым покрытие в Рязанской области было мало, поэтому Ока являлась важной транспортной магистралью. От Речного вокзала ежедневно отправлялись пассажирские теплоходы. Рядом с площадью благоустроили прогулочную набережную, которая заканчивалась у Орехового озера. Пассажиры приезжали к речному и железнодорожному вокзалам на недавно проложенном троллейбусе.
Уже в 1957 году было принято решение о создании вокруг Рязани непрерывного Зелёного кольца. В проекте утверждалось, что лучшим местом отдыха для горожан являются не заболоченные и низкие леса левобережья Оки, а сухие, светлые и более благоприятные леса на правом берегу. Лесопарк должен был стать одним из участков зелёного кольца. Всего в работах по посадке приняло участие свыше 96 тысяч жителей Рязани. Высадка деревьев велась городскими властями и неравнодушными жителями города вплоть до начала 60-х годов.
Полным ходом идет посадка. В закладке парка живейшее участие принимают все жители города. Трудно назвать такую организацию, которая бы не внесла свой вклад в это общее дело. Парк - дар трудящихся своему городу! «Только схлынули с приокского луга вешние воды, чуть – чуть подсохла земля, как тысячи рязанцев устремились сюда с лопатами. Они рыли ямы для посадки деревьев и канавки для кустарников. Одна за другой подходили машины с саженцами. Машины быстро разгружали и отправляли в лес за новой партией, а саженцы заботливо устраивали на новое место постоянного жительства.
 — писала Приокская Правда" 10 мая 1959 года
Работы по благоустройству территории были продолжены в 1960—1970-е годы уже под руководством председателя рязанского горисполкома, Надеждой Чумаковой. Для отвода талой воды с поймы была устроена обширная сеть железобетонных дренажных каналов. Русло Дунайчика было очищено и спрямлено. Русла Оки и оврагов были обсажены деревьями и кустарниками для предотвращения эррозии. На аллеях парка появилась танцплощадка. В 1961 году на эти работы было выделено 2 миллиона рублей.
В 1960-е годы Горисполком задумал обустроить на левом берегу Оки городской пляж и расширить территорию железнодорожной станции. Для реализации этого проекта плашкоутный мост перенесли от стрелки Трубежа ниже по течению Оки, к Ореховому озеру. Туда же от Речной до Ореховой площади продлили троллейбусную линию. От Речного вокзала ходили теплоходы на другой городской пляж — у Луковского леса. Пляжи пользовались настолько большой популярностью, что были заполнены полностью. Горисполком принимает решение о строительстве дополнительного пляжа на Оке — на излучине реки, в затоне (сейчас это остров Бык). Специально для него была продолжена автомобильная и пешеходная дороги, намыт песок, проведено благоустройство. Был также создан разворотный круг для продления троллейбусной линии. Однако, разливающаяся каждый год Ока ежегодно наносила в затон большое количества ила, который приходилось чистить по весне. В итоге от третьего пляжа на Оке отказались.
Трафик на Окском шоссе тем временем нарастал. Летом 1966 году через плашкоутной мост был зафиксирован проезд 4665 машин в сутки. Двухполосная дорога, проходящая по территории парка не могла справиться с ежегодно увеличивающимся потоком транспорта. Заторы начинались уже у Торгового городка и проходил не один час, прежде чем шофёры смогли пересечь Оку. Такая-же ситуация возникала на другом берегу реки — там заторы начинались от сельских домов в Шумаши. К тому-же, автодорога проходила через центр пригородных сёл Шумаши, Полян, Агро-Пустыни и Солотчи. Назревала потребность в изменении маршрутизации трафика и строительства нового моста.
Инициатором строительства моста выступила в конце 1960-х годов председатель горисполкома, Надежда Чумакова. Она лично ездила в союзные министерства для получения денег на проект. Строительство было завершено в 1974 году. Окский высоководный мост соединил город с северной частью области всесезонной переправой. Старый плашкоутный мост у Орехового озера перестал быть нужным и был снят. За организацию работ по проектированию и строительству моста Надежда Чумакова получила государственную премию Совета Министров СССР.
При строительстве дамбы Солотчинского шоссе изменили русло Дунайчика. Ранее он вытекал из пойменных лугов близ микрорайона Кальное. После строительства его стали питать воды подземного ручья, который течёт под улицей Есенина, а также стоки множества дренажных каналов, сделанных в поле за лесопарком.
В 1980-х годах воды Оки были признаны неудовлетворительными, поэтому городские пляжи на Оке закрываются. Вместо них был обустроен пляж на Ореховом озере. Последнее получило своё название из-за обильно росшего на нём водяного ореха — Чилима. Из его семечек делали муку и крупу для приготовления выпечки в голодные годы.
В 1990-е годы территория лесопарка начала приходить в упадок. Регулярное речное и узкоколейное железнодорожное пассажирское сообщение проигрывало в скорости автобусному. Речной вокзал ещё с 80-х годов обслуживал только круизные направления, а узкоколейная железнодорожная ветка была разобрана в начале 1990-х. Важный транспортно-пересадочный узел переместился отсюда на Солотчинское шоссе. Второстепенные аллеи парка зарастали, среди зарослей исчезли тропы здоровья и танцплощадка. Без постоянного ухода начала обваливаться в воду речная набережная. Русла рек зарастали и заболачивались. Тем не менее пляж на Ореховом озере продолжал работать и к нему ежегодно в летний сезон доставлял отдыхающих рязанский троллейбус.

### Лесопарк сегодня
В начале 2000-х годов началось оживление территории. Руководство УРТ начало использовать линию в лесопарке как тренировочную площадку для обучения водителей. Ежегодно, в конце мая лесопарк начинает принимать на своей территории песенно-туристический фестиваль «Орешек». В 2006 году рядом с Ореховым озером на берегу Оки прошёл музыкальный фестиваль «Нашествие».
Первые в новом веке проекты по реконструкции парка появились ещё в середине 2000-х годов. Авторами выступали сами горожане, студенты политехнического университета, архитекторы и архитектурные бюро. Осенью 2012 года УРТ провело эксперимент по продлению конечной станции 10 маршрута до Орехового озера.
В 2014 году через территорию парка была прорублена просека на которой возвели высокую эстакаду Северной окружной дороги, которая была запланированная ещё в 6 генеральном плане города, разработанном в 1985 году.
Приступить к реализации планов по благоустройству парка смогли только в 2018 году. Для управлением территорией парка было создано новое городское муниципальное предприятие. Окское шоссе было отдано полностью под пешеходное пространство, а через аллеи были проложены скоростные велодорожки. Под автомобильной эстакадой появился спортивный центр «Под мостом». В первой половине парка, от улицы Свободы до эстакады были построены предприятия общественного питания, пункты проката, туалеты. Установлены новые фонари, скамейки, поставлены малые архитектурные формы, произведена реконструкция причала для приёма речных круизов. Работы по благоустройству парка продолжаются до сих пор. Ежемесячно лесопарк принимает лыжные, беговые и велосипедные забеги, соревнования по спортивному ориентированию. Летом на аллеях проводятся культурные мероприятия и фестивали.
В 2022 году лесопарк вошёл в Большой пешеходный маршрут Рязани. Правительство планирует соединить территорию парка с Кремлём в единое пешеходное пространство, провести благоустройство Трубежной набережной и Окской стрелки.

## Инфраструктура
Пространство лесопарка поделено на несколько функциональных зон. Регулярная часть, на которой располагаются основные спортивные и развлекательные объекты начинается в конце улицы Свободы, от комплекса Торгового городка. Здесь расположен спортивный центр, пункты проката, предприятия общественного питания, зелёный театр, парковый медиацентр и детские площадки. Пространство завершается эстакадой Северной окружной дороги.
За эстакадой находится транзитная часть. Через неё проходят пешеходные и велосипедные дорожки, на аллеях расположены места для отдыха. В этой части также находится Речная площадь с пристанью для круизных судов, смотровая площадка и Окская набережная. Третья часть парка сформирована вокруг Орехового озера. Это пляжная зона отдыха на которой оборудованы детская и взрослая зоны и вейк парк для активных развлечений.
Мыс между Ореховым озером и Окой занимает луговой биом. Здесь раскинулся обширный дикий луг, который пересекает множество троп для терренкура и велопрогулок. Маршруты тянутся параллельно берегу Оки и выходят далеко за границы парка в пойменный луга. К востоку от парка, в пространстве между лесом и Окским шоссе находится полевой биом. Во время использования этой территории совхозом «Овощевод» здесь было построено множество ирригационных каналов, которые сохранились до сих пор. Северо-западная часть ограничена течением Трубежа. Центр градостроительного развития планирует провести реконструкцию берега реки для образования ландшафтной набережной со смотровой площадкой на стрелке. Перейдя через Окский мост можно попасть на Лётное поле. Эта территория используется для тренировочных полётов парапланеристов. Левый берег Оки более пологий и низкий — подойти к воде здесь гораздо проще. На левом берегу реки расположено множество мелких пляжей и площадок для кемпинга.

## Интересные факты
- В 1967 году на окраине лесопарка снимали сцены киноленты «Солдатами не рождаются» по роману К. М. Симонова. Здесь, в поле были сделаны декорации разрушенного Сталинграда для сцен боев за город. М еста были выбраны не случайно, как говорил писатель здесь он «когда-то мальчишкой бегал по заливным лугам».[11]
- Поэтесса Зинаида Александрова, автор песни «В лесу родилась ёлочка» во время сотрудничества с рязанской газетой «Путь молодёжи» написала четверостишье про окский плашкоутный мост:

Огни плашкоутного моста -
Они в глазах ещё теплы.
Когда казалось очень просто
Оку ночную переплыть...